# Styloleptoides parvulus
Styloleptoides parvulus là một loài bọ cánh cứng trong họ Cerambycidae.